# Giulio Carpioni
 (juin 2025).
Giulio Carpioni, né en 1613 à Venise et mort en 1678 à Vicence, est un graveur, dessinateur et peintre vénitien de compositions mythologiques, scènes religieuses, sujets allégoriques, compositions murales, figures, paysages, fleurs.

## Biographie
Élève à Venise, du Padovanino (1582-1634) qui lui transmet l'influence du Titien. Il évolue ensuite sous l'influence classique de Poussin, soit par ses œuvres, soit qu'il l'ait connu directement.
Il s'établit en 1638 à Vicence, où il peint des petits tableaux aux sujets élégiaques, des rêves, triomphes, bacchanales, des compositions religieuses, dans les églises Sainte-Catherine, Sainte-Claire, Saint-Félix, Saint-Fortuné, à la basilique de Monte Berico, dans les oratoires de Saint-Nicolas et Delle Zitelle de Vicence. Il peint également des décorations dans des villas et des palais, Palais Trissino et villa Macchiavello à Nove près de Vicence. Il est également graveur, à l'exemple de Giovanni Francesco Testa (it) (1506-1590).
Il s'oriente très tôt, sans doute après un voyage à Rome, où il a vraisemblablement connu Poussin, vers une position classique, qui fait de lui une personnalité singulière de la peinture vénitienne du XVIIe siècle. son attention s'attache surtout au dessin, dans une recherche formelle toujours plus élaborée, accompagnée toutefois d'une couleur précieuse avec des tons froids et aigres. À partir de 1638, Vicence devient le centre de son activité.
Dans la décennie de 1640, il choisit des thèmes à dominante mythologique (Le règne d'Hypnos, Vienne, K.M. : Triomphe de Silène, Venise, Accademia ; Mort d'Adonis, Dijon, musée Magnin ; Fête de Silène, Bordeaux, M.B.A.), où son sens classique trouve son atmosphère la plus naturelle, même si parfois un expressionnisme plus marqué peut leur donner, de façon inattendue, un convaincant accent dramatique.
À Vicence, il exécute des tableaux commémoratifs des podestats, parmi lesquels, en 1651, le Portrait allégorique de F. Grimani à Monte Berico, énorme toile d'ordonnance classique. Un sens de la beauté idéale, non dépourvu d'un subtil charme mélancolique, se fait jour dans quelques portraits surprenants (Autoportrait, Brera ; Musicienne, musée de Vicence), où la précision graphique est accompagnée d'un jeu de timbres aigrelets qui semblent évoquer des images plastiques.
Parmi ses décorations à fresque, la plus significative, par le naturel du trait et la limpidité du paysage, est celle de la villa Pagello à Caldogno (Vicence).
Il travailla aux côtés de Maffei à la décoration des oratoires des Zitelle et de San Nicola à Vicence et après le départ de Maffei pour Padoue, il resta le maître incontesté de la peinture locale et dut satisfaire de nombreuses commandes religieuses et privées. Mais au cours de ses dernières années il délaissa la peinture pour la gravure.

## Œuvres
- Béziers : Sainte Madeleine.
- Bordeaux : Suite d'une fête à Silène, Bacchanale d'enfant.
- Budapest : Les Funérailles de Léandre, Le Déluge, Nymphes et Satyres, Bacchus et Ariane, Allégorie, Bacchanale.
- Chambéry (Mus. des Beaux-Arts) : Le Christ au jardin des Oliviers.
- Dresde : Ariane délaissée par Bacchus, Bacchanale avec satyre dansant, Latone change les paysans en grenouilles, Corionis poursuivie par Neptune et changée en corbeau.
- Florence, musée des Offices : Corionis poursuivie par Neptune, 1665-1670, huile sur toile, 67 × 50 cm[5]
- Glasgow : Groupe mythologique.
- Graz : Bacchante.
- Hanovre : Paysage avec ruine.
- Milan : Portrait de l'auteur.
- Orléans, musée des Beaux-Arts : Bacchanale, troisième quart du XVIIe siècle, huile sur toile, 75 x 98 cm[6]
- Reims, musée des Beaux-Arts : Bacchanale, après 1638, huile sur toile, 82 x 122,2 [7]
- Venise : Faune avec masque, nature morte et deux vases de fleurs Ca' Rezzonico.
- Vicence :  
  - Allégorie de la Fragilité humaine. Vierge offrant l'enfant à l'adoration de saint Antoine de Padoue, église San Lorenzo 
  - Exaltation de Marie, fresque du plafond du chœur de la basilique Santi Felice e Fortunato (it)
- Vienne : Allégorie, Liriope et Tirésias, Une fête de Bacchus.

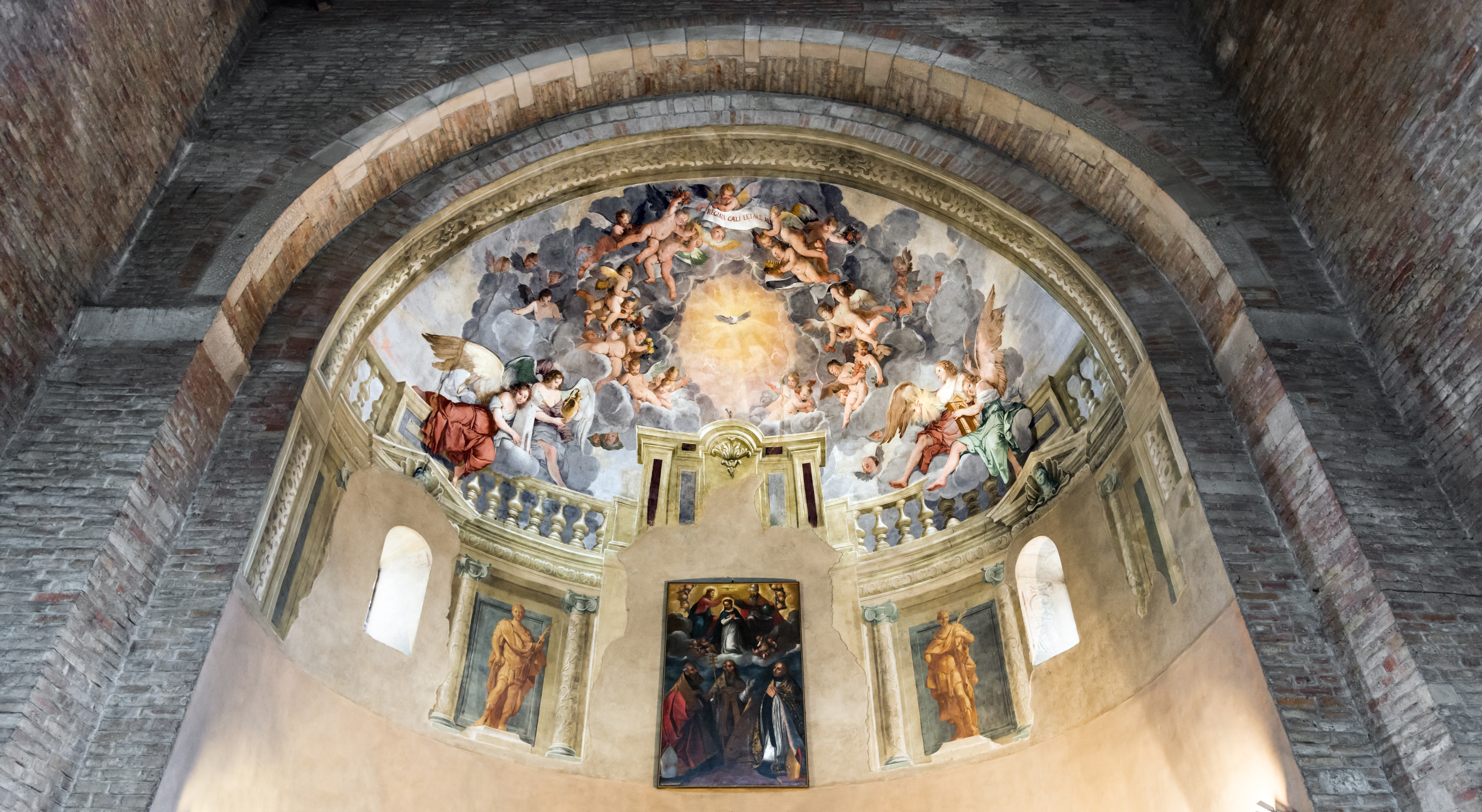
Exaltation de Marie Fresque du plafond du chœur de la basilique Santi Felice e Fortunato à Vicence
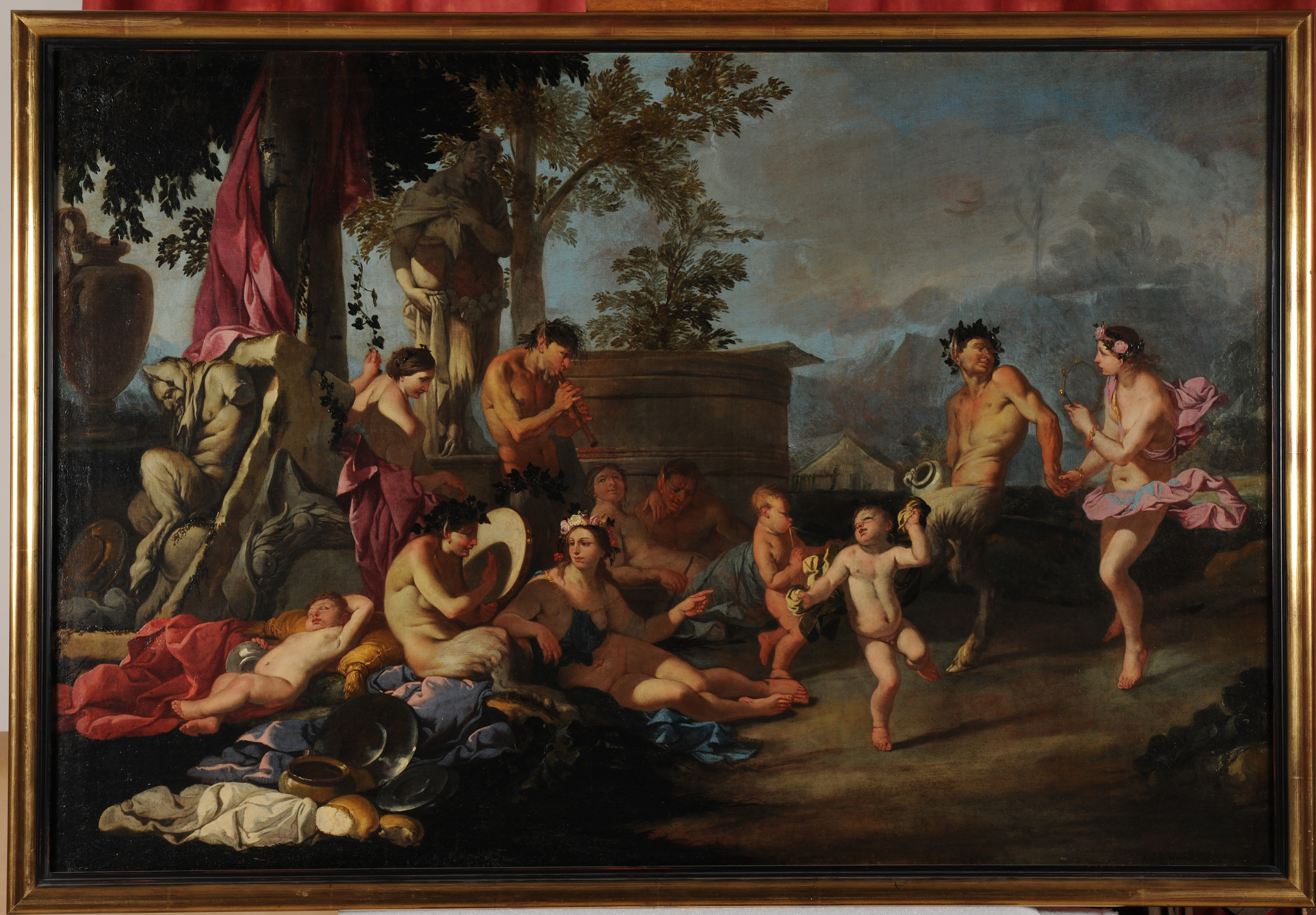
Bacchanale, musée des Beaux-Arts de Reims
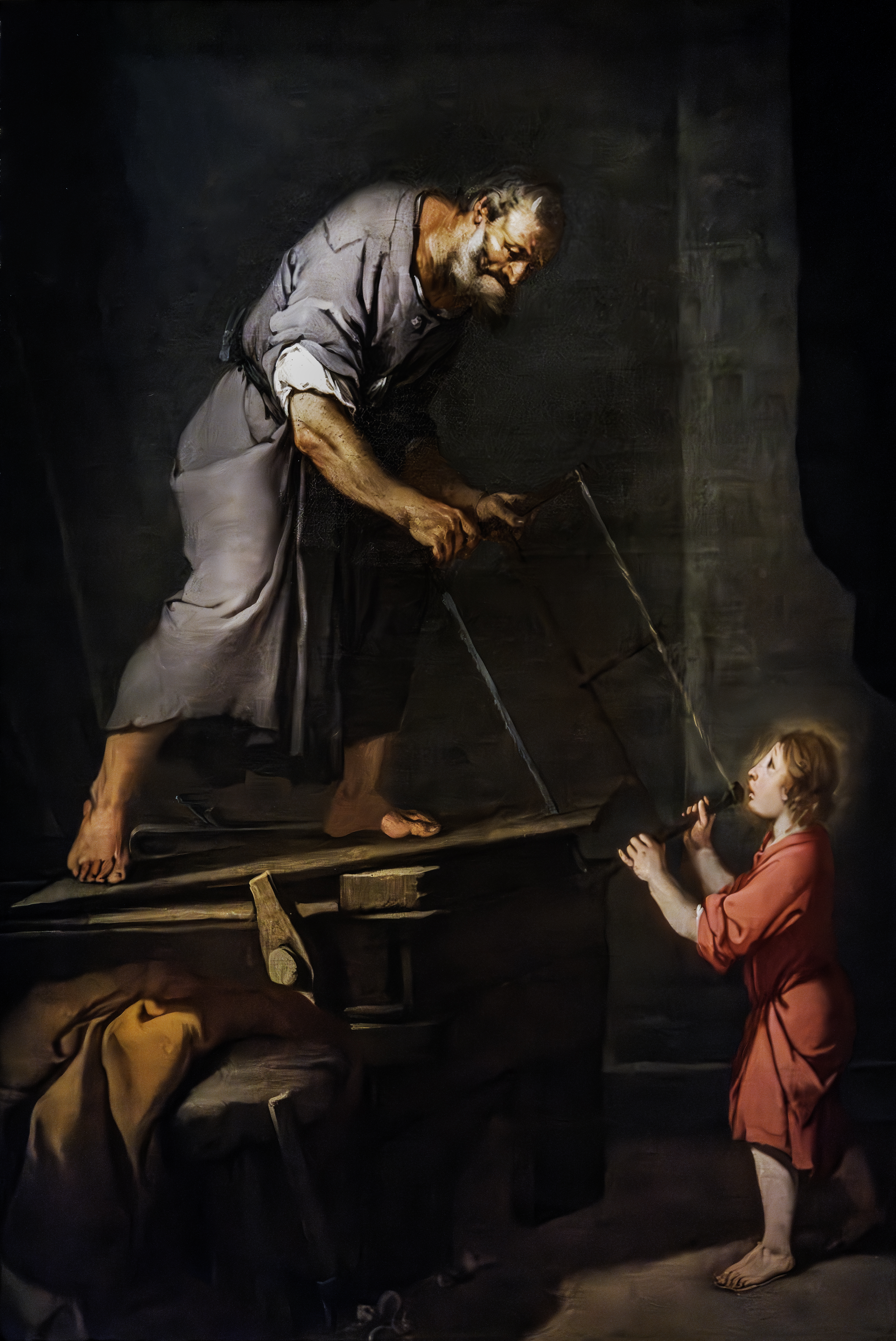
L'Enfant Jésus avec Joseph le charpentier Pinacothèque Egidio-Martini